# EPojisteni.cz
ePojisteni.cz s.r.o. je česká firma specializující se na porovnání pojištění online. Vznikla v roce 2008.

## Činnost
Společnost zprostředkovává pojištění na základě smluvních vztahů, které má uzavřené s pojišťovnami. Společnost získala v roce 2008 licenci od České národní banky, která jí umožňuje spolupracovat se všemi pojišťovnami v ČR a podléhá jejímu dozoru. Společnost provozuje 2 klientská centra, a to v Praze a Brně. V roce 2012 proběhla akvizice společnosti ePojisteni.cz a LeadGen divize společnosti Elephant Orchestra. V roce 2014 proběhla akvizice společnosti Tarifomat.cz. Mezi partnery patří ePovinne.cz.[zdroj?] V roce 2016 Jan Barta, Dušan Šenkypl a David Holý firmu prodali zhruba za 1 miliardu Kč společnosti Bauer Media. V roce 2017 došlo k akvizici internetového srovnávače pojištění Srovnejto.cz, čímž skupina NetBrokers Holding a.s. posílila v oblasti cestovního pojištění.[zdroj?]

## Sponzoring
Firma byla od léta 2016 generálním partnerem 1. české fotbalové ligy, která tak v sezóně 2016/17 nesla jméno ePojisteni.cz liga. Obě strany podepsaly smlouvu na dva roky. V květnu roku 2017 se ale společnost rozhodla spolupráci ukončit. Ukončení spolupráce podle zdrojů souviselo se skandálem Fotbalové asociace ČR a jejího předsedy Miroslava Pelty, kteří jsou obviněni ze zneužívání státních dotací.

## Marketing a ocenění
V roce 2011 se společnost dostala mezi 10 finalistů v kategorii internetové obchodování soutěže Křišťálová Lupa 2011. Web ePojisteni.cz byl v témže roce oceněn jako jeden z deseti nejlepších v soutěži WebTop100 v kategorii finance.